# Rumford (Maine)
Rumford es un pueblo ubicado en el condado de Oxford en el estado estadounidense de Maine. En el Censo de 2010 tenía una población de 5.841 habitantes y una densidad poblacional de 32,29 personas por km².

## Geografía
Rumford se encuentra ubicado en las coordenadas 44°33′36″N 70°37′31″O / 44.56000, -70.62528. Según la Oficina del Censo de los Estados Unidos, Rumford tiene una superficie total de 180.9 km², de la cual 177.53 km² corresponden a tierra firme y (1.86%) 3.36 km² es agua.

## Demografía
Según el censo de 2010, había 5.841 personas residiendo en Rumford. La densidad de población era de 32,29 hab./km². De los 5.841 habitantes, Rumford estaba compuesto por el 97.24% blancos, el 0.6% eran afroamericanos, el 0.15% eran amerindios, el 0.19% eran asiáticos, el 0% eran isleños del Pacífico, el 0.56% eran de otras razas y el 1.25% pertenecían a dos o más razas. Del total de la población el 1.64% eran hispanos o latinos de cualquier raza.